# Пищевые концентраты

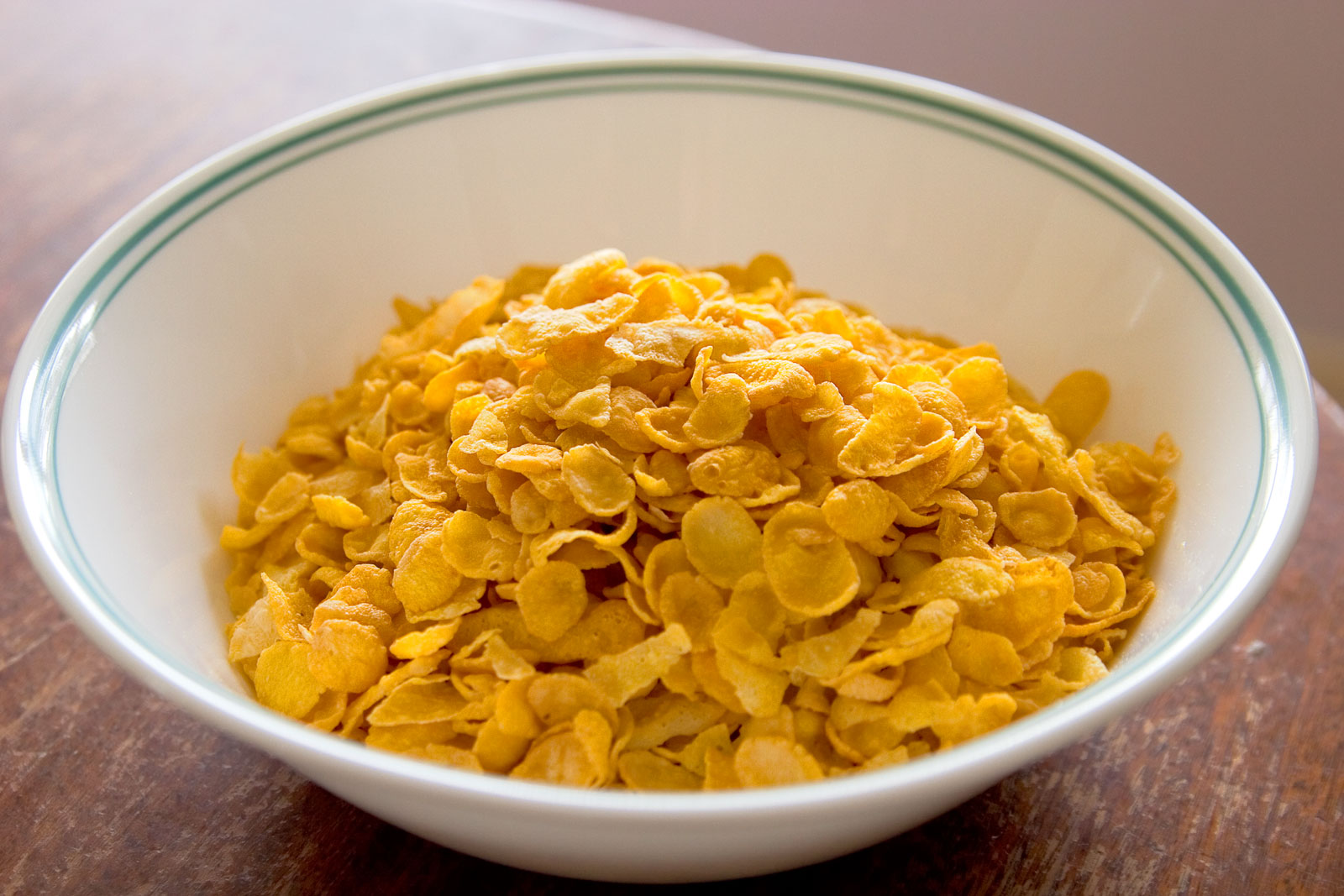
Кукурузные хлопья

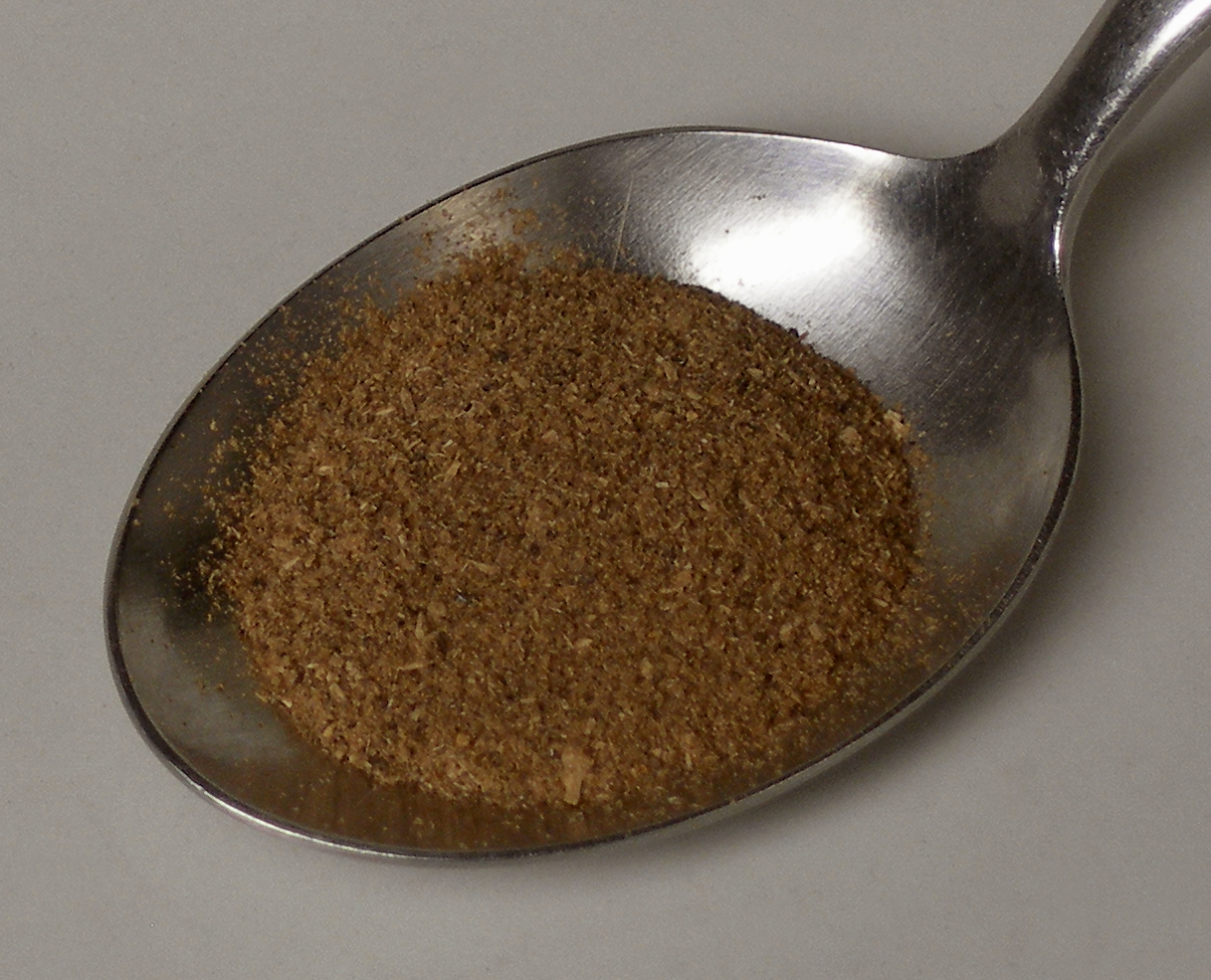
Грибной порошок

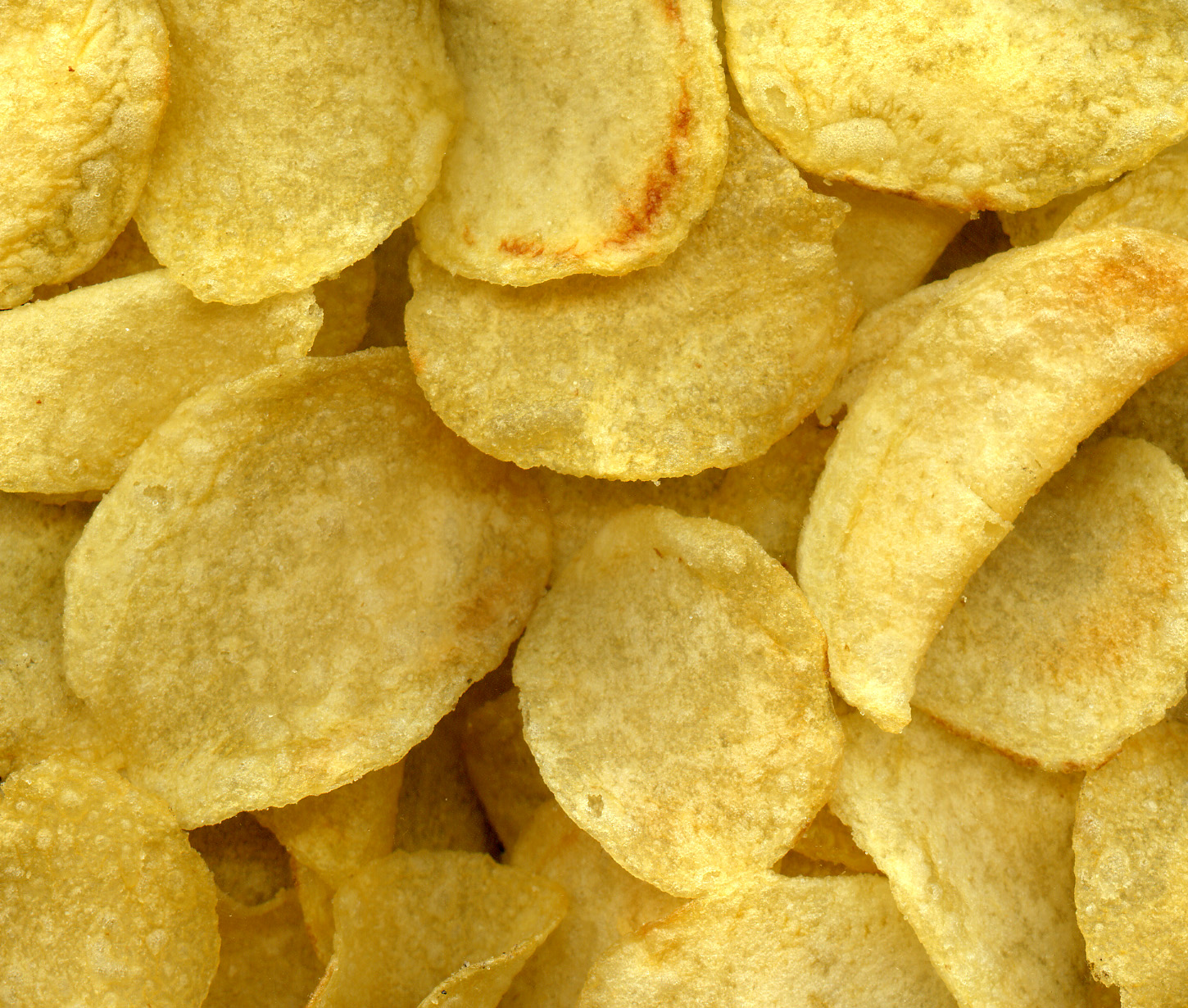
Картофельные чипсы

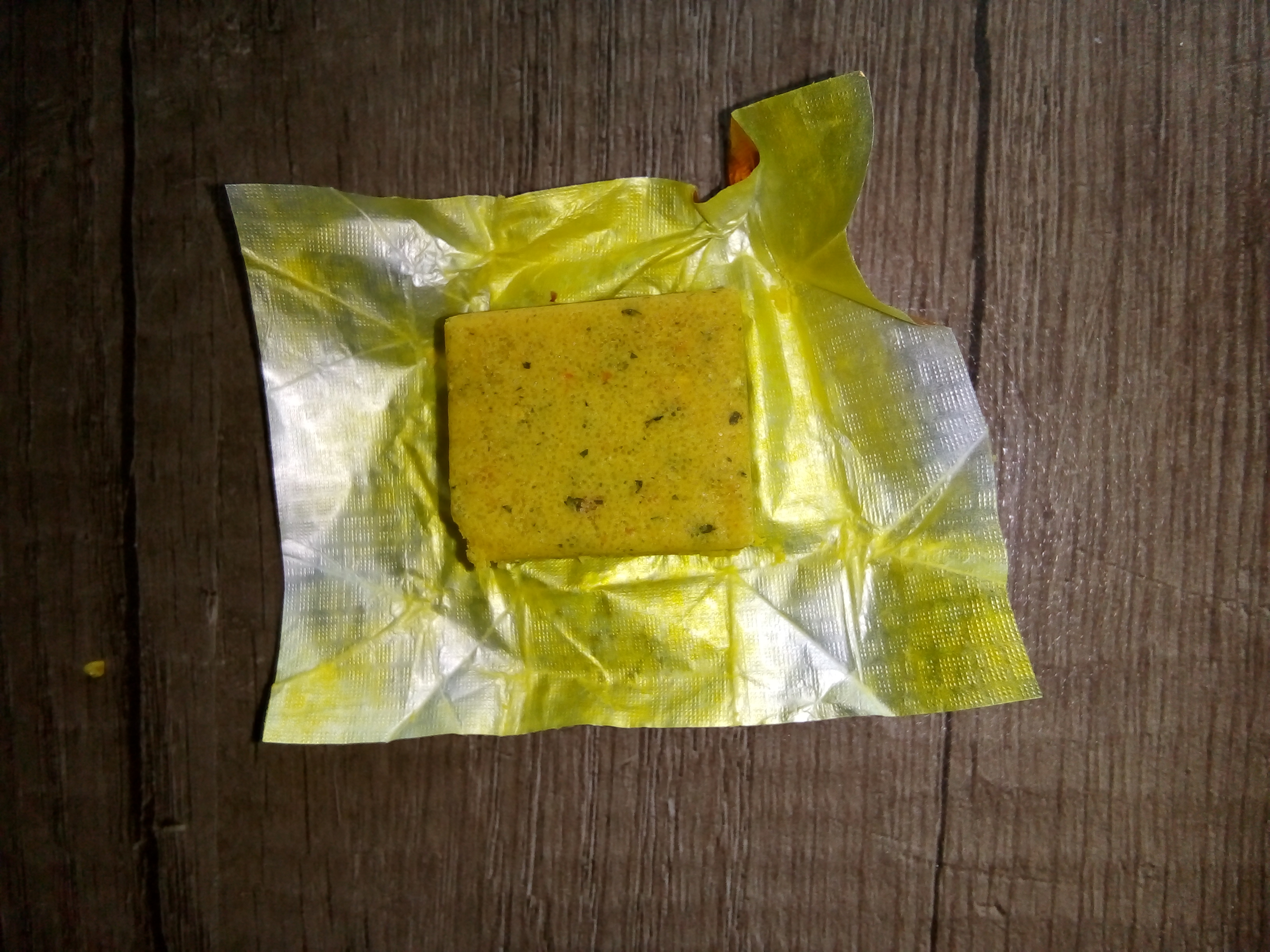
Бульонный кубик

Пищевые концентраты — готовые к употреблению продукты или смеси сухих пищевых продуктов, подготовленные по определённым технологиям для быстрого приготовления пищи. По свойствам, рецептуре и кулинарному назначению относятся к сухим консервам. При небольшом объёме устойчивые при хранении и транспортировке пищевые концентраты обладают высоким содержанием пищевых веществ и являются исключительно удобным продуктом питания, который легко приготовить в любых условиях, особенно, экспедиционных, полевых и лагерных. После предварительной подготовки пищевых продуктов, заключающейся в их очистке от грубых и несъедобных частей, измельчении, тепловой и кулинарной обработки и максимальном обезвоживании, полученные пищевые концентраты легко усваиваются и быстро доводятся до готовности варкой в течение 10—20 минут.

## История
Предшественником пищевых концентратов считается мясной порошок пеммикан, известный с XVIII века. Спрос на полуфабрикаты для использования в условиях, где невозможны длительное хранение натуральных свежих продуктов и приготовление пищи из них, привёл к дальнейшему расширению ассортимента концентратов и появлению рыбной муки и порошков из овощей или грибов. До 1880-х годов эти порошки производились кустарно и в небольшом объёме. Во время Франко-прусской войны популярностью пользовалось германское изобретение — гороховая колбаса. В начале XX века лидером в производстве пищевых концентратов стала Австрия, где производили около 25 концентрированных первых, вторых и третьих блюд. В Первую мировую войну пищевые концентраты широко использовались в снабжении армий австро-германского блока. В СССР промышленное производство пищевых концентратов началось в 1932 году и к 1936 году их ассортимент уже насчитывал более 20 наименований. К последней четверти XX века пищевые концентраты во многих странах получили также широкое распространение как продукты массового использования и широкого потребления населением в домашних условиях, а также в диетическом и детском питании.

## Виды концентратов
В советском и российском товароведении в зависимости от состава сырья пищевые концентраты подразделяют на моноконцентраты и комплексные. Пищевые концентраты по своей форме могут быть насыпными и брикетированными. Продолжительность разваривания концентрата в зависимости от технологического режима обработки сырья может составлять 15—25 минут, также выпускают пищевые концентраты быстрого приготовления и пюреобразные. В зависимости от назначения, способа производства и рецептуры пищевые концентраты систематизируют следующим образом:
- комплексные пищевые концентраты:
  - обеденные концентраты первых, вторых и сладких (третьих) блюд, а также сухие кулинарные соусы;
  - концентраты для детского и диетического питания (смеси молочные на отварах, муке и витаминизированные, молочные каши и молочный кисель);
  - пищевой рацион для спасательных шлюпок и плотов морских судов;
  - полуфабрикаты мучных изделий (смеси для кексов, тортов, печенья, блинчиков, блинная мука)[3];
- моноконцентраты:
  - сухие завтраки (кукурузные хлопья, воздушный рис);
  - овсяные диетические продукты (гранола, толокно, овсяные хлопья);
  - продукты для детского и диетического питания (сухие фруктовые и овощные порошки, сухие крупяные отвары, диетическая рисовая, овсяная и гречневая мука);
  - картофельные чипсы[1][4].

Концентраты первых обеденных блюд включают в себя супы, борщи, свекольники, щи, бульоны, вторых — каши, крупеники, блюда из макаронных изделий, омлеты, оладьи, запеканки. Концентраты сладких блюд — это смеси для приготовления плодово-ягодных киселей, муссов и желе, кремов и пудингов. Концентраты кулинарных соусов представляют собой порошкообразные смеси пшеничной муки, сушёных овощей, сухого молока, яичного порошка, мяса и грибов.